# Money (bài hát của Lisa)
"Money" (cách điệu khi viết hoa tất cả các chữ cái) là bài hát của rapper, ca sĩ người Thái và thành viên Blackpink Lisa từ single album Lalisa (2021). Bài hát được phát hành contemporary hit radio tại Hoa Kỳ thông qua Interscope Records như một đĩa đơn thứ hai nằm trong album phát hành ngày 9 tháng 11 năm 2021, sau đó được lan truyền mạnh mẽ. Lời bài hát được viết bởi Bekuh Boom và Vince, được sáng tác bởi họ cùng với 24 và R. Tee.
Về mặt thương mại, bài hát đạt vị trí thứ mười trên Billboard Global 200 và vị trí thứ bảy trên Billboard Global Excl. U.S., trở thành đĩa đơn thứ hai của Lisa đạt vị trí cao nhất trong top 10 và sau đó trở thành bài hát có trụ lâu nhất của một nghệ sĩ solo K-pop trên cả hai bảng xếp hạng. Bài hát đứng đầu các bảng xếp hạng ở Malaysia và nằm trong bảng xếp hạng kỷ lục của 26 quốc gia, đồng thời cũng trở thành bài hát trụ lâu nhất của một nữ nghệ sĩ solo K-pop trên Billboard Hot 100 và UK Singles Chart cùng với những người khác.

## Bối cảnh và sáng tác
Ngày 25 tháng 8, 2021, YG Entertainment thông báo rằng Lisa sẽ ra mắt với tư cách nghệ sĩ solo với album đĩa đơn mang tên mình là Lalisa. "Money" được xác nhận nằm trong danh sách bài hát của album vào ngày 6 tháng 9. Thêm vào đó, bài hát được nhấn mạnh sẽ mang âm hưởng hip hop. Lời bài hát được viết bởi Bekuh Boom và Vince, cùng với phần soạn nhạc do họ thực hiện với 24 và R. Tee. Về lời bài hát, nó mang nội dung khoe khoang về về cuộc sống giàu có và tiêu xài tiền bạc. Bài hát được viết trong nốt Đô thứ và có tốc độ 140 nhịp mỗi phút. Nolan Feeney từ Billboard giải thích rằng bài hát đã tiếp cận với "nhạc rap đương đại Mỹ" và "xây dựng trên vòng lặp tiếng kèn uể oải."

## Tiếp nhận chuyên môn
"Money" nhận được phản ứng trái chiều từ các nhà phê bình. Viết cho NME, Rhian Daly đã nói lời bài hát "gây co rúm tột độ" và nói rằng Lisa đã "không thể rút ra khỏi sự khoe khoang cần thiết để khiến bạn ghen tị với mọi thứ của cô ấy." Mặt khác, Anwaya Mane từ Pinkvilla đã miêu tả bài hát có "phần rap mượt, trôi chảy, có tính đối thoại" điều đó giúp thể hiện mặt khác của Lisa.

### Danh sách cuối năm
| Phê bình/Xuất bản | Danh sách                                   | Hạng   | Ng.   |
| ----------------- | ------------------------------------------- | ------ | ----- |
| Billboard         | 25 Best K-Pop Songs of 2021: Critics' Picks | 20     | [ 8 ] |
| Teen Vogue        | The 54 Best K-Pop Songs of 2021             | Đã đặt | [ 9 ] |

## Video biểu diễn
Vào ngày 20 tháng 9, 2021, một "video biểu diễn độc quyền" cho "Money" được công bố. Dự định ban đầu sẽ phát hành vào ngày 23 tháng 9, lúc nửa đêm theo Giờ Hàn Quốc, nhưng nó đã bị dời ngày phát hành do sự chậm trễ của hậu kì vì nghỉ lễ Chuseok.
Trong video, Lisa cùng với các vũ công phụ họa đã thể hiện vũ đạo của bài hát trong 2 bối cảnh thay đổi liên tục. Video bắt đầu với Lisa đang nhảy ở giữa một con đường bị bỏ hoang và mặc một bộ quần áo màu kaki và viền logo Céline màu xanh lá cây ngay ngực. Một bảng quảng cáo với dòng chữ "money is a terrible master but an excellent servant" phát sáng trong nền. Ở bối cảnh khác, Lisa mặc combo áo crop top và bralette kẻ caro, quần đùi màu đỏ và bốt lông biểu diễn trong nhà kho với màn hình LED trắng ở phía sau.
Đến ngày 9 tháng 10, 2021, nó đã được 100 triệu lượt xem trên YouTube. Một video tập vũ đạo cũng được đăng bổ sung vào ngày 11 tháng 10, 2021.

## Hiệu suất thương mại
"Money" đã ra mắt tại vị trí 44 trên Billboard Global 200 và 24 trên Global Excl. U.S. vào ngày 25 tháng 9, 2021, và đạt đỉnh vị trí 19 và 11 trên các bảng xếp hạng tương ứng, vào ngày 16 tháng 10. Sau video thực hành vũ đạo, bài hát đã tăng từ vị trí 19 lên 10 trên Global 200 với 66,3 triệu lượt nghe (tăng 28%) và 4.400 lượt bán (tăng 6%) trên bảng xếp hạng ngày 23 tháng 10. Bài hát cũng tăng từ vị trí thứ 11 lên 7 trên Global Excl. U.S. với 61,5 triệu lượt phát trực tuyến (tăng 28%) và 3.000 lượt được bán (giảm 3%) trong cùng tuần. Điều này đánh dấu bản hit lọt vào top 10 thứ hai của Lisa trên cả hai bảng xếp hạng sau "Lalisa" và đưa cô trở thành nghệ sĩ K-pop thứ ba sau BTS và Blackpink xuất hiện trong top 10 trên bảng xếp hạng toàn cầu nhiều hơn một lần. "Money" được xếp hạng trên Global 200 trong 29 tuần và Global Excl. U.S. trong 34 tuần, trở thành bài hát xếp hạng lâu nhất của một nghệ sĩ solo K-pop và bài hát có bảng xếp hạng dài thứ hai của bất kỳ nghệ sĩ K-pop nữ nào, sau đĩa đơn "How You Like That" của Blackpink. Bài hát cũng leo lên vị trí thứ năm trên Spotify Global Chart và trở thành ca sĩ solo K-pop nhanh nhất vượt qua 100 triệu lượt nghe trên Spotify, chỉ sau 37 ngày.
Tại Hoa Kỳ, bài hát đã ra mắt ở vị trí thứ tám trên bảng xếp hạng Digital Song Sales của Billboard vào ngày 25 tháng 9 năm 2021 với 6.900 bản trực tuyến được bán ra. Bài hát cũng ra mắt ở vị trí số một trên Rap Digital Song Sales, đưa Lisa trở thành nữ nghệ sĩ K-pop đầu tiên làm được điều này; và đạt vị trí thứ 2 trên R&B/Hip-Hop Digital Song Sales. Đối với số phát hành trên bảng xếp hạng ngày 23 tháng 10, bài hát đã lọt vào Bubbling Under Hot 100 ở vị trí thứ 7 và Hot R&B/Hip-Hop Songs ở vị trí thứ 49 với 4,8 triệu lượt phát trực tuyến tại Hoa Kỳ (tăng 27%) và 1.300 lượt tải xuống (tăng 34%). "Money" là bài hát K-pop thứ hai từng lọt vào bảng xếp hạng Hot R&B/Hip-Hop Songs đông thời xếp hạng cao nhất. Bài hát đạt vị trí cao nhất trên Bubbling Under Hot 100 ở vị trí thứ 6, cho số phát hành trên bảng xếp hạng ngày 30 tháng 10 và trên Hot R&B/Hip-Hop Songs ở vị trí thứ 36, cho số phát hành trên bảng xếp hạng ngày 13 tháng 11. "Money" ra mắt trên Billboard Hot 100 ở vị trí thứ 90 trên bảng xếp hạng phát hành ngày 6 tháng 11 với tư cách là bài hát solo thứ hai trong sự nghiệp của cô trên bảng xếp hạng sau "Lalisa", và tiếp tục trở thành bài hát đầu tiên của một nữ ca sĩ solo K-pop lọt vào bảng xếp hạng trong nhiều tuần. Trên bảng xếp hạng phát hành ngày 18 tháng 12, bài hát ra mắt trên Billboard Mainstream Top 40 ở vị trí thứ 40, bài hát đầu tiên của nữ nghệ sĩ solo K-pop xuất hiện trên bảng xếp hạng và đạt vị trí thứ 35.
Tại Hàn Quốc, bài hát đã không vào được Gaon Digital Chart nhưng đạt đến hạng 43 trên Gaon Download Chart. Bài hát cũng đạt vị trí số một tại Malaysia và vị trí thứ hai tại Singapore. Tại Canada, bài hát đã ra mắt ở vị trí thứ 14 trên bảng xếp hạng Canadian Digital Song Sales cho ấn bản bảng xếp hạng ngày 25 tháng 9. Bài hát sau đó đã lọt vào Canadian Hot 100 ở vị trí 95 cho số phát hành trên bảng xếp hạng ngày 9 tháng 10 và đạt vị trí thứ 37 cho số phát hành trên bảng xếp hạng vào ngày 6 tháng 11, mang về cho Lisa bản hit top 40 đầu tiên tại quốc gia này. Tại Vương quốc Anh, "Money" ra mắt ở vị trí thứ 81 trên UK Singles Chart và vươn lên vị trí cao nhất ở vị trí thứ 46 cho bảng xếp hạng ngày 29 tháng 10. Bài hát đã xếp hạng tại Vương quốc Anh trong tám tuần, trở thành bài hát đầu tiên của một nữ nghệ sĩ solo K-pop xếp hạng nhiều tuần trên bảng xếp hạng và đánh bại "Ice Cream" của Blackpink và Selena Gomez là bài hát trụ hạng lâu thứ hai của một nữ nghệ sĩ K-pop trên bảng xếp hạng này.

## Giải thưởng
| Năm  | Tổ chức                    | Giải thưởng                         | Kết quả   | Ng.    |
| ---- | -------------------------- | ----------------------------------- | --------- | ------ |
| 2021 | Asian Pop Music Awards     | Best Dance Performance (Nước ngoài) | Đề cử     | [ 41 ] |
| 2021 | Mnet Asian Music Awards    | Best Choreographer of the Year      | Đoạt giải | [ 42 ] |
| 2022 | Joox Thailand Music Awards | Korean Song of the Year             | Đoạt giải | [ 43 ] |
| 2022 | MTV Millennial Awards      | Global Hit of the Year              | Đề cử     | [ 44 ] |
| 2022 | SEC Awards                 | International Music of the Year     | Đoạt giải | [ 45 ] |

## Bảng xếp hạng
| Bảng xếp hạng (2021)                     | Vị trí cao nhất |
| ---------------------------------------- | --------------- |
| Argentina (Argentina Hot 100)            | 94              |
| Úc (ARIA)                                | 32              |
| Áo (Ö3 Austria Top 40)                   | 12              |
| Canada (Canadian Hot 100)                | 37              |
| Cộng hòa Séc (Singles Digitál Top 100)   | 7               |
| Euro Digital Songs Sales (Billboard)     | 15              |
| Phần Lan (Suomen virallinen lista)       | 20              |
| Pháp (SNEP)                              | 75              |
| Đức (GfK)                                | 14              |
| Global 200 (Billboard)                   | 10              |
| Hy Lạp (IFPI)                            | 6               |
| Hungary (Single Top 40)                  | 7               |
| Hungary (Stream Top 40)                  | 8               |
| Ấn Độ (IMI)                              | 5               |
| Ireland (IRMA)                           | 36              |
| Ý (FIMI)                                 | 98              |
| Lithuania (AGATA)                        | 11              |
| Malaysia (RIM)                           | 1               |
| Hà Lan (Single Top 100)                  | 89              |
| New Zealand (Recorded Music NZ)          | 35              |
| Na Uy (VG-lista)                         | 32              |
| Bồ Đào Nha (AFP)                         | 23              |
| Romania (Airplay 100)                    | 92              |
| Singapore (RIAS)                         | 2               |
| Slovakia (Singles Digitál Top 100)       | 9               |
| Hàn Quốc Download (Gaon)                 | 43              |
| Thụy Điển (Sverigetopplistan)            | 77              |
| Thụy Sĩ (Schweizer Hitparade)            | 20              |
| Anh Quốc (OCC)                           | 46              |
| Hoa Kỳ Billboard Hot 100                 | 90              |
| Hoa Kỳ Hot R&B/Hip-Hop Songs (Billboard) | 36              |
| Hoa Kỳ Mainstream Top 40 (Billboard)     | 35              |
| Việt Nam (Vietnam Hot 100)               | 28              |

| Bảng xếp hạng (2021)          | Vị trí |
| ----------------------------- | ------ |
| Global Excl. U.S. (Billboard) | 167    |
| Hungary (Stream Top 40)       | 79     |

## Chứng nhận
| Quốc gia                                                    | Chứng nhận | Số đơn vị/doanh số chứng nhận |
| ----------------------------------------------------------- | ---------- | ----------------------------- |
| Ba Lan (ZPAV)                                               | Vàng       | 25.000‡                       |
| Bồ Đào Nha (AFP)                                            | Vàng       | 5.000‡                        |
| ‡ Chứng nhận dựa theo doanh số tiêu thụ và phát trực tuyến. |            |                               |

## Lich sử phát hành
| Khu vực | Ngày                | Định dạng              | Hãng       | Ng.    |
| ------- | ------------------- | ---------------------- | ---------- | ------ |
| Hoa Kỳ  | 9 tháng 11 năm 2021 | Contemporary hit radio | Interscope | [ 78 ] |